# 中沢伴行
中沢 伴行（なかざわ ともゆき、1977年1月9日 - ）は、日本の作曲家、編曲家、音楽プロデューサー。
元I'veのメインクリエイターの1人で、主にテレビアニメや美少女ゲームの主題歌、BGMの作曲を担当。長野県出身。血液型はA型。愛称は「ナカザー」。代表曲は「IMMORAL」「eclipse」「覚えてていいよ」「agony」など。当初は中澤伴行という表記だった（雑誌のインタビューなどで本人がこれを用いていることから、こちらが本名と思われる）。

## 来歴
- 中学の頃からMSXを用いて、日本ファルコムのゲーム『イース』のBGMや自身のオリジナル曲の打ち込みを始める。
- この頃からヘヴィメタルを聞くようになり、高校では「タイガージェット団」というバンドを組んで音楽活動をしていた（パートはドラムス）。他にメガデスのコピーバンドでプレイしたこともある。
- ゲームやアニメのクリエイターを目指して専門学校に進学するも就職できず、I'veの募集を見て結成時から参加。東京でカラオケの楽曲データ作成を行っていたが、I'veがPCゲームを制作することが決まり、当初はプログラム要員として札幌へ渡る。以降、サウンド・クリエイターとして数多くの楽曲で作曲・編曲を手掛ける。
- I've内では繊細なメロディラインを持つ美しい曲をはじめ、インパクトの強いロックテイストの曲やキャッチーなポップ・ナンバーまで様々な楽曲を制作している。なお、2004年以降は同じくI'veに所属するギタリストの尾崎武士と共同で編曲を行う事が多い。
- I've結成当初に活動していた尾崎武士を中心としたバンドユニットSchemeでは、キーボードとマニピュレートを担当していた。
- 2005年、I'veのボーカリスト・川田まみのメジャーデビューに伴い、彼女の1stシングル『radiance』からメイン・プロデュースを手掛ける。
- 2005年10月15日、日本武道館でのライブ『I've in BUDOKAN 2005 〜Open the Birth Gate〜』にプレイヤーとして出演。
- 2017年8月1日、同年7月末日をもってI'veを卒業・独立することを発表した。
- 2018年2月4日、公式Twitter上にて川田まみとの結婚と一児の父親になったことを公表した[1]。
- 2019年3月1日、「JOINT」が平成アニソン大賞の編曲賞（2000年 - 2009年、尾崎武士と共同）に選出された[2]。

## 主な楽曲
| 曲名                          | アーティスト名                 | タイアップ・収録作品                                                               | 担当   |
| ----------------------------- | ------------------------------ | ---------------------------------------------------------------------------------- | ------ |
| IMMORAL                       | 川田まみ                       | PCゲーム『IMMORAL』エンディングテーマ                                              | 作編曲 |
| eclipse                       | 川田まみ                       | PCゲーム『燐月-リンゲツ-』オープニングテーマ                                       | 作編曲 |
| Wind and Wander               | 川田まみ                       | PCゲーム『Silvern 〜銀の月、迷いの森〜』主題歌                                     | 作編曲 |
| 明日への涙                    | 川田まみ                       | TVアニメ『おねがい☆ツインズ』エンディングテーマ                                    | 作編曲 |
| radiance                      | 川田まみ                       | TVアニメ『スターシップ・オペレーターズ』オープニングテーマ                         | 作編曲 |
| undelete                      | 川田まみ                       | OVA『BALDR FORCE EXE RESOLUTION』エンディングテーマ                                | 作編曲 |
| 緋色の空                      | 川田まみ                       | TVアニメ『灼眼のシャナ』前期オープニングテーマ                                     | 作編曲 |
| 赤い涙                        | 川田まみ                       | アニメ映画『劇場版 灼眼のシャナ』挿入歌                                            | 作編曲 |
| JOINT                         | 川田まみ                       | TVアニメ『灼眼のシャナII』前期オープニングテーマ                                   | 作編曲 |
| sense                         | 川田まみ                       | TVアニメ『灼眼のシャナII』最終話 挿入歌                                            | 作編曲 |
| Prophecy                      | 川田まみ                       | OVA『灼眼のシャナS』オープニングテーマ                                             | 作編曲 |
| All in good time              | 川田まみ                       | OVA『灼眼のシャナS』エンディングテーマ                                             | 作編曲 |
| portamento                    | 川田まみ                       | OVA『灼眼のシャナS』第4話 挿入歌                                                   | 作編曲 |
| Serment                       | 川田まみ                       | TVアニメ『灼眼のシャナIII -FINAL-』後期オープニングテーマ                          | 作編曲 |
| INITIATIVE                    | 川田まみ                       | PCゲーム『恋と選挙とチョコレート』オープニングテーマ                               | 作編曲 |
| PSI-missing                   | 川田まみ                       | TVアニメ『とある魔術の禁書目録』前期オープニングテーマ                             | 作編曲 |
| 雨                            | 川田まみ                       | TVアニメ『とある魔術の禁書目録』第12話 挿入歌                                      | 作編曲 |
| No buts!                      | 川田まみ                       | TVアニメ『とある魔術の禁書目録II』前期オープニングテーマ                           | 作編曲 |
| FIXED STAR                    | 川田まみ                       | アニメ映画『劇場版 とある魔術の禁書目録 -エンデュミオンの奇蹟-』エンディングテーマ | 作編曲 |
| Timeless time                 | 川田まみ                       | PCゲーム『七つのふしぎの終わるとき』オープニングテーマ                             | 作編曲 |
| Borderland                    | 川田まみ                       | TVアニメ『ヨルムンガンド』オープニングテーマ                                       | 作編曲 |
| Wings of Courage -空を超えて- | 川田まみ                       | PCゲーム『蒼の彼方のフォーリズム』オープニングテーマ                               | 作編曲 |
| rays of the sun               | 川田まみ                       | PCゲーム『蒼の彼方のフォーリズム』イメージソング                                   | 作編曲 |
| Sky is the limit              | 川田まみ                       | PCゲーム『蒼の彼方のフォーリズム』グランドエンディングテーマ                       | 作編曲 |
| Contrail〜軌跡〜              | 川田まみ                       | TVアニメ『蒼の彼方のフォーリズム』オープニングテーマ                               | 作編曲 |
| crossing way                  | 川田まみ                       | PS Vitaゲーム『蒼の彼方のフォーリズム』グランドオープニングテーマ                  | 作編曲 |
| Believe in the sky            | 川田まみ                       | iOS/Android用アプリゲーム『蒼の彼方のフォーリズム ‐ETERNAL SKY-』主題歌            | 作編曲 |
| Senecio                       | 詩月カオリ                     | TVアニメ『おねがい☆ティーチャー』イメージソング                                    | 作編曲 |
| 僕らが見守る未来              | 詩月カオリ                     | PCゲーム『はじらひ』オープニングテーマ                                             | 作編曲 |
| ☆虹色ロックンロール♪          | 詩月カオリ                     | PCゲーム『つよきす 3学期』オープニングテーマ                                       | 作編曲 |
| Days of promise               | SHIHO                          | PCゲーム『D*S 1&2』エンディングテーマ                                              | 編曲   |
| 君と出会えた季節              | MELL                           | PCゲーム『とらいあんぐるハート3 〜Sweet Songs Forever〜』エンディングテーマ        | 作編曲 |
| LAST IN BLUE                  | MELL                           | PCゲーム『DOOP ADVANCE』エンディングテーマ                                         | 作編曲 |
| Permit                        | MELL                           | PCゲーム『真説 猟奇の檻』エンディングテーマ                                        | 作編曲 |
| Velocity of sound             | MOMO                           | PCゲーム『ソニックプリンセス』オープニングテーマ                                   | 作編曲 |
| こなたよりかなたまで          | MOMO                           | PCゲーム『こなたよりかなたまで』エンディングテーマ                                 | 作編曲 |
| spillage                      | MOMO                           | PCゲーム『巫女舞 〜ただ一つの願い〜』エンディングテーマ                            | 作編曲 |
| Synthetic Organism            | Outer                          | PCゲーム『発情カルテ 〜緋色の凌辱肉玩具〜』イメージソング                          | 編曲   |
| 覚えてていいよ                | KOTOKO                         | KOTOKO 1stシングル『覚えてていいよ/DuDiDuWa*lalala』収録曲                         | 作編曲 |
| flow 〜水の生まれた場所〜     | KOTOKO                         | PCゲーム『水素〜1/2の奇蹟〜』オープニングテーマ                                    | 作編曲 |
| CAVE                          | KOTOKO                         | PCゲーム『DEEP2』オープニングテーマ                                                | 編曲   |
| 遮光 〜かげり〜               | KOTOKO                         | PCゲーム『Coda -棘-』オープニングテーマ                                            | 作編曲 |
| ねぇ、…しようよっ!            | KOTOKO                         | PCゲーム『姉、ちゃんとしようよっ!2』オープニングテーマ                             | 作編曲 |
| HALLUCINO                     | KOTOKO                         | PCゲーム『夢幻の迷宮3 TYPE S』オープニングテーマ                                   | 作編曲 |
| Princess Brave!               | KOTOKO                         | PCゲーム『Princess Brave 雀卓の騎士』オープニングテーマ                            | 作編曲 |
| agony                         | KOTOKO                         | TVアニメ『神無月の巫女』エンディングテーマ                                         | 作編曲 |
| 421 -a will-                  | KOTOKO                         | ドワンゴ『いろメロミックス』TV-CMソング                                            | 作編曲 |
| ユメミボシ★boom!boom!         | KOTOKO                         | PCゲーム『ティンクル☆くるせいだーす』オープニングテーマ                            | 作編曲 |
| bumpy-Jumpy!                  | KOTOKO                         | PCゲーム『ナツユメナギサ』オープニングテーマ                                       | 作編曲 |
| Presto                        | KOTOKO                         | PCゲーム『はつゆきさくら』オープニングテーマ                                       | 作編曲 |
| 恋愛CHU!                      | KOTOKO to AKI                  | PCゲーム『恋愛CHU! 〜彼女の秘密はオトコのコ?〜』オープニングテーマ                 | 作編曲 |
| 夏草の線路                    | KOTOKO to AKI                  | PCゲーム『Railway 〜ここにある夢〜』主題歌                                         | 編曲   |
| 乙女心＋√ネコミミ＝∞          | KOTOKO & 島みやえい子          | PCゲーム『王立ネコミミ学園 〜あなたのための発情期♪〜』主題歌                       | 作編曲 |
| 雨に歌う譚詩曲                | Healing Leaf                   | PCゲーム『雨に歌う譚詩曲 〜A rainbow after the rain〜』オープニングテーマ          | 作編曲 |
| 秋風に君を想ふ                | Healing Leaf                   | PCゲーム『はじらひ』エンディングテーマ                                             | 作編曲 |
| cross my heart                | 島みやえい子                   | PCゲーム『innocent world』オープニングテーマ                                       | 作編曲 |
| ひぐらしのなく頃に            | 島みやえい子                   | TVアニメ『ひぐらしのなく頃に』オープニングテーマ                                   | 作編曲 |
| 奈落の花                      | 島みやえい子                   | TVアニメ『ひぐらしのなく頃に解』オープニングテーマ                                 | 作編曲 |
| 誓い                          | 島みやえい子                   | 映画『ひぐらしのなく頃に誓』主題歌                                                 | 作編曲 |
| 花びらとりぼん                | Larval Stage Planning          | PCゲーム『魔女こいにっき』オープニングテーマ                                       | 作編曲 |
| piece of my heart             | 舞崎なみ                       | PCゲーム『恋と選挙とチョコレート』挿入歌                                           | 作編曲 |
| My Love, Honey.               | 舞崎なみ                       | PCゲーム『辻堂さんの純愛ロード』エンディングテーマ                                 | 作曲   |
| モラトリアム・クラスタ        | 柚子乃                         | PCゲーム『ギャングスタ・リパブリカ』オープニングテーマ                             | 作編曲 |
| Little Busters!               | Rita                           | PCゲーム『リトルバスターズ!』オープニングテーマ                                    | 編曲   |
| メモリーズ・ラスト            | 黒崎真音                       | TVアニメ『とある魔術の禁書目録II』後期エンディングテーマ                           | 作編曲 |
| Gravitation                   | 黒崎真音                       | TVアニメ『とある魔術の禁書目録III』前期オープニングテーマ                          | 作編曲 |
| ROAR                          | 黒崎真音                       | TVアニメ『とある魔術の禁書目録III』後期オープニングテーマ                          | 作編曲 |
| ビードロ模様                  | やなぎなぎ                     | TVアニメ『あの夏で待ってる』エンディングテーマ                                     | 作編曲 |
| point at infinity             | やなぎなぎ                     | OVA『あの夏で待ってる 特別編』エンディングテーマ                                   | 作編曲 |
| here and there                | やなぎなぎ                     | TVアニメ『キノの旅 -the Beautiful World- the Animated Series』オープニングテーマ   | 作編曲 |
| lull 〜そして僕らは〜         | Ray                            | TVアニメ『凪のあすから』前期オープニングテーマ                                     | 作編曲 |
| ebb and flow                  | Ray                            | TVアニメ『凪のあすから』後期オープニングテーマ                                     | 作編曲 |
| 凪 -nagi-                     | Ray                            | TVアニメ『凪のあすから』イメージソング                                             | 作編曲 |
| 君といた空                    | Ray                            | TVアニメ『蒼の彼方のフォーリズム』最終話 エンディングテーマ                        | 作編曲 |
| UNLOCK                        | 井口裕香                       | TVアニメ『Lostorage conflated WIXOSS』オープニングテーマ                           | 作編曲 |
| Light a Way                   | 鈴湯                           | アニメ映画『クドわふたー』主題歌                                                   | 編曲   |
| Happen 〜木枯らしに吹かれて〜 | 島袋美由利、鈴木絵理、高橋李依 | TVアニメ『ゆらぎ荘の幽奈さん』エンディングテーマ                                   | 作編曲 |
| KODO                          | nonoc                          | TVアニメ『魔法少女特殊戦あすか』オープニングテーマ                                 | 作編曲 |
| Believe in you                | nonoc                          | TVアニメ『Re:ゼロから始める異世界生活 2nd season』後期オープニングテーマ           | 作編曲 |
| ホシノハナ                    | stirRhythm                     | iOS/Android用アプリゲーム『スターリィパレット』収録曲                              | 作編曲 |

## 楽曲提供

### ボーカリスト
I'veのボーカリスト以外に提供したもののみ記載。
- いつも思ってること／井上喜久子（作曲）
- そらは語らない／井上喜久子（作曲）
- Little Busters!／Rita（編曲）
- メモリーズ・ラスト／黒崎真音（作曲・編曲）
- Wishful☆Garnet／黒崎真音（編曲）
- New world order／黒崎真音（作曲・編曲）
- Gravitation／黒崎真音（作曲・編曲）
- ROAR／黒崎真音（作曲・編曲）
- Miracle Colors／堀江由衣（作曲・編曲）
- Heart Relation／堀江由衣（作曲）
- アイノウタ／茅原実里（作曲・編曲）
- FLAGSHIP FANFARE／茅原実里（作曲・編曲）
- 恋する想い／奥井雅美（作曲・編曲）
- ビードロ模様／やなぎなぎ（作曲・編曲）
- point at infinity／やなぎなぎ（作曲・編曲）
- here and there／やなぎなぎ（作曲・編曲）
- protostar 〜あの日のワタシ〜／Ray（作曲・編曲）
- 双翼のエトワール／Ray（編曲）
- 凪 -nagi-／Ray（作曲・編曲）
- ひかり／Ray（作曲・編曲）
- Over ride／Ray（作曲・編曲）
- Altair／Ray（作曲・編曲）
- lull〜そして僕らは〜／Ray（作曲・編曲）
- ebb and flow／Ray（作曲・編曲）
- lull〜Earth color of a calm〜／Ray（作曲・編曲）
- 君といた空／Ray（作曲・編曲）
- マリンスノー／Ray（作曲・編曲）
- Catch You Catch Me／Yun*chi（編曲）
- READY!!／GILLE（編曲）
- 明日、晴れるかな／三澤紗千香（作曲・編曲）
- OVER／三澤紗千香（編曲）
- メカクシコード／やさぐれ仔猫（編曲）
- pledge of stars／綾野ましろ（作曲）
- Light a Way／鈴湯（編曲）
- Happen 〜木枯らしに吹かれて〜／島袋美由利、鈴木絵理、高橋李依（作曲・編曲）
- 万事オッケー☆／島袋美由利、鈴木絵理、高橋李依（作曲・編曲）
- Perverse Love Rock!／IA（作曲・編曲）
- Relive／nonoc（作曲・編曲）
- KODO／nonoc（作曲・編曲）
- Believe in you／nonoc（作曲・編曲）
- ...すぐ来てね／美優那（作曲・編曲）
- ホシノハナ／stirRhythm（作曲・編曲）
- NaNDe?／中島由貴（作曲・編曲）[3]
- HOME／中島由貴（作曲・編曲）
- Everything is Changing／前島麻由（作曲・編曲）[4]
- Ruler／前島麻由（作曲・編曲）
- GAZE／nonoc（作曲・編曲）

### ゲームBGM
- 吐溜 -TRASH-（ZERO）　※永田善也との共作
- オアシスロード（アイディアファクトリー）　※三澤康広、星野しゅうたろうとの共作
- PILE☆DRIVER（BLUE GALE）
- ツグナヒ（BLUE GALE）
- Treating2U（BLUE GALE）
- 同心 〜三姉妹のエチュード〜（CROWD）　※高瀬一矢との共作
- いいなり（ZERO）　※永田善也との共作
- ファントムナイト 夢幻の迷宮II（ソフトウェアハウスぱせり）
- PureHeart 〜世界で一番アナタが好き〜（SAGA PLANETS）
- 懲らしめ 〜狂育的指導〜（BLUE GALE）
- 義妹 〜背徳の契り〜（Selen）
- 犠母妹 〜背徳の狂宴〜（Selen）
- 恋愛CHU! -彼女のヒミツはオトコのコ?-（SAGA PLANETS）　※高瀬一矢との共作
- 水素〜1/2の奇蹟〜（e-エ・レ・キテル）　※wataとの共作
- SPOTLIGHT 〜羨望と欲望の狭間〜（BLUE GALE）　※wataとの共作
- 雛ちゃんの唄声（Enfini）
- 家族計画（D.O.）　※wataとの共作
- 巫女舞 〜ただ一つの願い〜（etude）　※羽越実有との共作
- 電撃文庫 FIGHTING CLIMAX（セガ）　※多数の作曲家との共作

### アニメーションBGM
- おねがい☆ティーチャー　※折戸伸治との共作
- シスター・プリンセス RePure ストーリーズ　※wata、羽越実有との共作
- とある科学の超電磁砲　※井内舞子との共作
- アイドルメモリーズ　※高瀬一矢、C.G mix、NAMIとの共作